# Les Nègres
Pour le hameau, voir Verteuil-sur-Charente#Hameaux et lieux-dits.

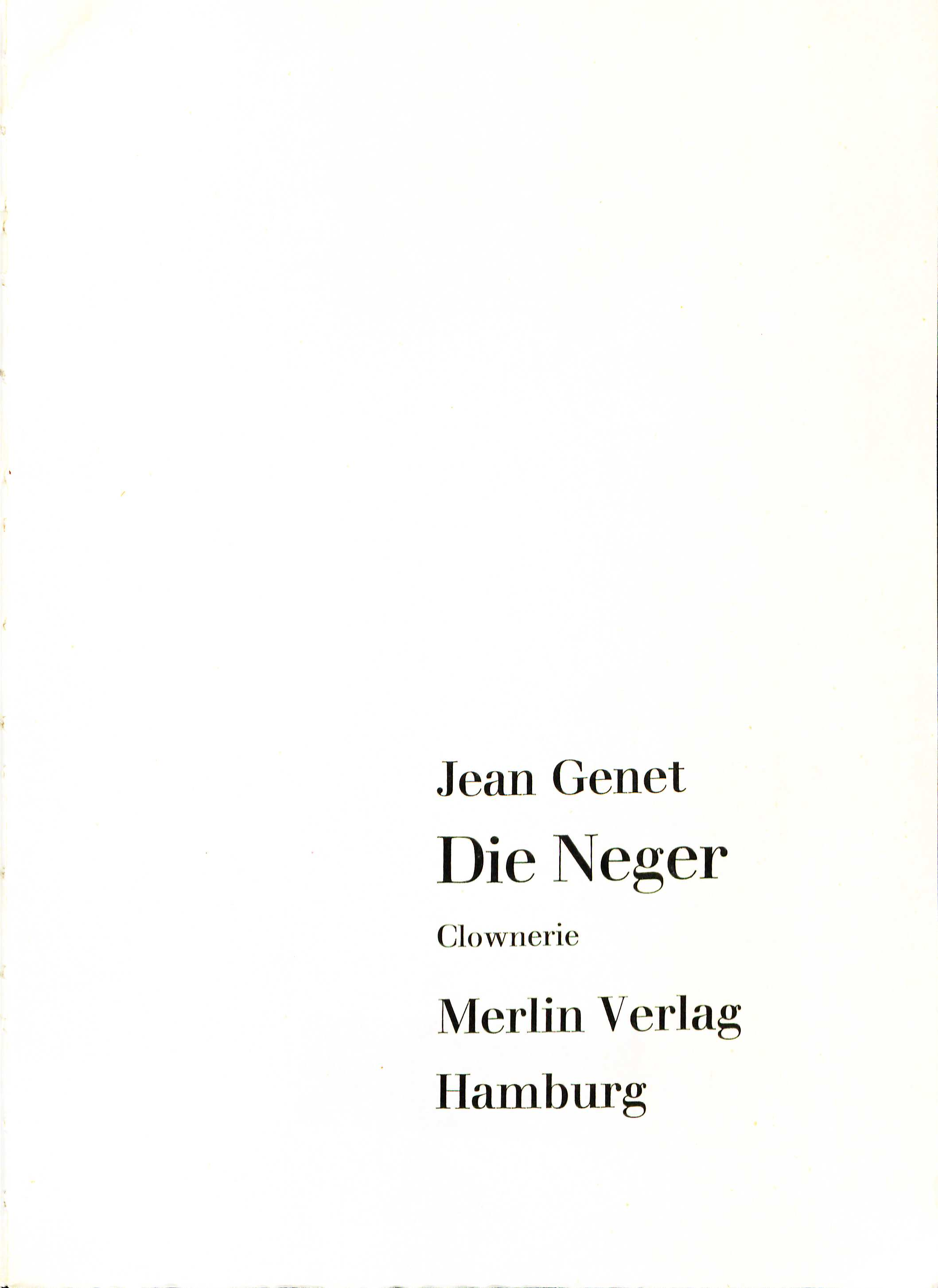
Les Nègres, en version allemande (1965), de Jean Genet.

Les Nègres est une pièce de théâtre de Jean Genet, publiée en janvier 1958 et créée le 28 octobre 1959 au théâtre de Lutèce dans une mise en scène de Roger Blin. La pièce est reprise en 1960 au théâtre de la Renaissance avec la même distribution, puis au Royal Court Theatre à Londres en 1961 avec des comédiens anglais. Il s’agit d’une pièce anti-impérialiste.

## Création

### Fiche technique
- Metteur en scène : Roger Blin
- Chorégraphie : Edée Fortin
- Décors : André Acquart
- Costumes et masques : André Acquart

### Distribution
- Robert Liensol : ville de Saint-Nazaire
- Bachir Touré : village
- Mamadou Condé : Archibald
- Gérard Lemoine : Diouf
- Lydia Ewandé : Vertu
- Toto Bissainthe : Bobo
- Darling Légitimus : Félicité
- Judith Aucagos : Neige
- Gisèle Baka : la reine
- Dia Fara : le juge
- Edée Fortin : le valet
- Georges Hilarion : le missionnaire
- Théo Légitimus : le gouverneur

## Autres mises en scène
- 1983 : Die Neger, mise en scène Peter Stein, Schaubühne am Lehniner Platz (Berlin)
- 1988 : mise en scène Jean-Louis Thamin, théâtre du Port de la Lune (Bordeaux)
- 1991 : mise en scène Gilles Chavassieux, théâtre Les Ateliers (Lyon)
- 1997 : mise en scène Bernard Sobel, théâtre de Gennevilliers
- 2001 : mise en scène Alain Ollivier, studio-théâtre de Vitry, reprise au théâtre Gérard-Philipe (Saint-Denis)
- 2007 : mise en scène Cristèle Alves Meira, théâtre de l'Athénée Louis-Jouvet[2]
- 2011 : mise en scène Emmanuel Daumas, Cotonou, Nuits de Fourvière, théâtre national de Toulouse Midi-Pyrénées, théâtre des Treize Vents
- 2014 : mise en scène Bob Wilson, Odéon théâtre de l'Europe

## Adaptations
Michaël Levinas a adapté le livret de la pièce pour un opéra, commandé par l'opéra de Lyon en 1999 et créé en 2004.